# ألبرت سبير هيتشكوك
ألبرت سبير هيتشكوك (1865-1935) (بالإنجليزية: Albert Spear Hitchcock)‏ هو عالم نبات أمريكي.

## روابط خارجية
- ألبرت سبير هيتشكوك على موقع الموسوعة البريطانية (الإنجليزية)
- Works written by or about Albert Spear Hitchcock at ويكي مصدر